# Mount Liebig
Mount Liebig är ett berg i Australien. Det ligger i regionen MacDonnell och territoriet Northern Territory, omkring 1 200 kilometer söder om territoriets huvudstad Darwin. Toppen på Mount Liebig är 1 524 meter över havet.
Mount Liebig är den högsta punkten i trakten. Trakten runt Mount Liebig är nära nog obefolkad, med mindre än två invånare per kvadratkilometer..
Omgivningarna runt Mount Liebig är i huvudsak ett öppet busklandskap. Genomsnittlig årsnederbörd är 383 millimeter. Den regnigaste månaden är januari, med i genomsnitt 88 mm nederbörd, och den torraste är augusti, med 1 mm nederbörd.